# Gran mezquita de Tánger
La Gran Mezquita de Tánger es una gran mezquita situada en el área de Zoco Chico en el centro de Tánger, Marruecos. Fue construida en el sitio de una antigua catedral portuguesa que a su vez se alzaba en un templo romano dedicado a Hércules. La mezquita se remonta al período de Moulay Ismail y fue ampliada en 1815 por Moulay Sliman. Mohammed V visitó la mezquita el 11 de abril de 1947, y pronunció un discurso histórico en los Jardines Mendoubia. Frente a la mezquita hay una escuela primaria, establecida por los nacionalistas durante el protectorado francés.